# Vera Lúcia Gomes-Klein
Vera Lúcia Gomes-Klein es botánica brasileña, profesora de la Universidad Federal de Goiás. Su trabajo se centra principalmente en la taxonomía vegetal, particularmente en la florística y la clasificación de las espermatofitas. Administra la Unidad de Conservación de la Universidad Federal de Goiás, que consiste en un herbario, el Bosque Augusto de Saint Hilaire y la Reserva Biológica Serra Dourada. Ha descrito por lo menos cinco especies de melón en el género Cayaponia. La abreviatura estándar Gomes-Klein se utiliza para indicar a Vera Lúcia como la autora cuando se cita un nombre botánico.